# Caballo fiscal
El caballo fiscal es una unidad que indica la carga impositiva que se le aplica a un vehículo. Antaño estaba relacionada con la potencia del motor, de ahí que a esta medida también se le denomine "potencia fiscal".

## España
En España, según el Anexo V del Reglamento General de Vehículos, (Real Decreto 2822/1998 del 23 de diciembre), se obtiene a partir de la cilindrada y el número de cilindros con la fórmula siguiente:
{\displaystyle P_{f}=T\left({0,785\cdot D^{2}\cdot R}\right)^{0,6}\cdot N}
con
Pf = Potencia fiscal
T = 0,08 para motores de cuatro tiempos, 0,11 para motores de dos tiempos
D = Diámetro del cilindro en cm
R = Recorrido del pistón en cm
N = Número de cilindros
En la fórmula anterior, el término dentro del paréntesis no es más que el volumen de un cilindro:
{\displaystyle V_{c}\left({cm}^{3}\right)=\pi \cdot \left({\frac {D}{2}}\right)^{2}\cdot R=0,785\cdot D^{2}\cdot R}
La cilindrada total C del motor es {\displaystyle C\left(cm^{3}\right)=N\cdot V_{c}}. Por ello, en caso de que no se conozcan las dimensiones de los cilindros, pero sí la cilindrada total del motor C (en cm³) se puede usar la siguiente fórmula equivalente:
{\displaystyle P_{f}=T\left({\frac {C}{N}}\right)^{0,6}\cdot N}
Al tener solo en cuenta la cilindrada, la fórmula que calcula los caballos fiscales puede penalizar a los motores diésel y pone en posición más ventajosa a los motores con turbocompresor o con una alta potencia específica. Por ejemplo, un motor diésel 2,4 litros atmosférico de 86 CV pagará más que un 1,4 litros gasolina con turbocompresor y 170 CV.
Para los motores de explosión rotativos y los eléctricos, la fórmula a aplicar es la siguiente:
{\displaystyle P_{f}={\frac {P_{e}}{5,152}}}
donde 
Pe = Potencia efectiva expresada en kilovatios (kW)
El impuesto sobre vehículos de tracción mecánica (IVTM), conocido popularmente como impuesto de circulación o impuesto de rodaje, especifica los tramos de potencia fiscal y las tasas correspondientes a cada tramo. Es un impuesto gestionado por los ayuntamientos y regulado en sus Ordenanzas Fiscales.

## Francia
En Francia el cálculo es distinto. Desde julio de 1998 (artículo 62 de la Ley n°98-546 del 2 de julio de 1998), la potencia fiscal depende del valor normalizado de emisión de dióxido de carbono (CO2) en g/km y de la potencia máxima del motor en kW. Si se toma C como la cantidad de CO2 emitida y P como potencia del motor (1 caballo DIN = 0.736 kW) expresados en estas unidades, entonces:
{\displaystyle P_{f}={\frac {C}{45}}+\left({\frac {P}{40}}\right)^{1.6}}
La columna « P6 » de la nueva tarjeta de circulación europea indica la cantidad de caballos fiscales del vehículo.
La tasa oficial de emisión de CO2, que se estima en este cálculo, se establece en la homologación comunitaria del vehículo; figura en el certificado de conformidad europeo.
Antes de 1998, se utilizaron otras fórmulas, una desde 1956 y otra desde 1978.